# Joseph Grégoire Casy
Joseph Grégoire Casy est un militaire et homme politique français. Né le 8 octobre 1787 à Auribeau-sur-Siagne (Alpes-Maritimes) et mort le 19 février 1862 à Paris, il est officier dans la Marine nationale (vice-amiral puis vice-président du Conseil d'Amirauté) puis entame une carrière politique : il est député à l'Assemblée constituante de 1848 et devient sénateur en 1852.

## Biographie
Destiné par ses parents à l'élude de la médecine, Casy se prend d'intérêt pour la marine à l'âge de dix ans, lors d'une visite du Ça ira, avec ses camarades de pension, alors que l'amiral Martin mouille au golfe Juan.
Deux mois après, il s'évade de son pensionnat et tente de s'engager sur un bâtiment de commerce à Cannes. Arrêté, il est autorisé à entreprendre des études de marine militaire.
Embarqué à Toulon le 7 novembre 1803, il est nommé aspirant le 23 septembre 1807 et enseigne de vaisseau le 12 juillet 1808. Il fait l'expédition de Corfou, en 1807, sur l'Annibal, comme chargé des signaux ; de plus, lorsque les vaisseaux russes le Moscou et le Saint-Pierre se réunissent à l'escadre française, il est choisi par l'amiral Gantheaume pour servir auprès du commandant russe pour les indications à donner dans le service des signaux et des évolutions nouvelles. 
En 1805, il fait partie de l'état-major de la frégate Pomone, montée par le prince Jérôme Bonaparte, ayant mission d'aller réclamer à Alger les esclaves génois qui s'y trouvaient, lors de la réunion de la Ligurie à l'Empire.
En 1813, Casy, alors enseigne de vaisseau, est détaché du Donawerth avec 80 canonniers au cap Sepet, pour armer les batteries du Puy et du Marduy. 
À la Restauration, Casy, sert dans les escadres des amiraux Gantheaume, Allemand, Émeriau et Cosmao, est maintenu en activité. Nommé lieutenant de vaisseau, le 16 juillet 1816, il embarque successivement comme second sur les corvettes de charge Rhinocéros et Ciotat.
En 1819, il part sur le vaisseau Colosse, monté par le contre-amiral Jurien, qui va avec une division établir des relations commerciales avec l'Amérique du Sud. De retour de cette longue campagne, il est nommé chevalier de Saint-Louis, et fait le blocus des côtes de Catalogne sur la frégate Junon en 1823.
La guerre d'Espagne terminée, il sert comme chef d'état-major auprès du contre-amiral de Rosamel sur la frégate la Marie-Thérèse. Pendant les quarante-deux mois de la campagne, Casy est nommé successivement chevalier de la Légion d'honneur et capitaine de frégate (avril 1827), et publie son extrait analytique de la tactique navale.
Après quelques mois de repos, il embarque comme second sur le vaisseau Breslau, où il entreprend des réformes de la répartition du personnel. Il prend part aux prises de Navarin, de Coron, de Modon et du fort de Morée.
En 1828, il prend le commandement du Trident, navire amiral de l'amiral Rosamel, et envoyé aux Dardanelles, pour empêcher l'entrée de Diebitsch à Constantinople, après la victoire du Balkan. 
Après l'évacuation de la Morée, le Trident fait partie des expéditions d'Alger, de Tripoli et de Portugal. L'amiral Hugon, commandant une division de cinq vaisseaux, choisit le Trident comme navire amiral. Il prend part au combat du Tage (11 juillet 1831].
Le 9 janvier 1831, Casy est nommé capitaine de vaisseau, et le 20 août suivant, officier de la Légion d'honneur.
Casy se rend alors à Cherbourg sur la frégate Calypso pour organiser la division navale qui devait opérer le blocus de la Hollande. Cette escadre étant réunie à l'escadre britannique, le contre-amiral Ducrest de Villeneuve confie à Casy le commandement de trois frégates.
Appelé au commandement du Duquesne, il fait partie de l'expédition franco-britannique qui se forme aux Dardanelles en 1833, après l'entrée des Russes à Constantinople et la bataille de Nézib. Plus tard les escadres s'étant séparées, le Duquesne prend le commandement de la station de Napoli de Romanie. Il se joint ensuite aux escadres d'évolution, sous les ordres des amiraux Hugon, Massieu de Clairval et du capitaine Gautier. Casy est détaché de l'escadre pour commander une division de deux vaisseaux, d'une corvette, d'un bateau à vapeur, qu'il dirige sur les côtes d'Afrique.
De retour de cette expédition, il est nommé commandeur de la Légion d'honneur, en février 1836, et il quitte le commandement du Duquesne qu'il a organisé comme Trident.
En 1837, Casy commande le vaisseau Hercule pour une campagne diplomatique. Il s'illustre en louvoyant dans les rades de Rio de Janeiro et de Newport, manœuvre difficile à un vaisseau de 100 canons. À Newport, il récupère le trois mâts Alexandre, dont le capitaine s'était emparé illégalement. Le commerce de Bordeaux décerne une épée d'honneur à Casy pour l'en remercier.
Nommé contre-amiral et major général de la marine à Toulon en 1839, Casy conserve ce poste jusqu'au commencement de 1841. Il est appelé alors au commandement d'une division de l'escadre de la Méditerranée, ayant son pavillon à bord du trois ponts Souverain. Il devient plus tard second commandant en chef d'une division de six vaisseaux qu'il conduit à Brest ayant porté son pavillon sur le Suffren.
L'amiral Casy est chargé, vers cette époque, de deux missions : l'une en Portugal qui le retient près de six mois dans le Tage, et l'autre à Tanger, où il doit demander des explications sur les coups de fusil que des soldats marocains avaient tirés sur les troupes du général Bedeau. Il a mission en même temps d'observer les dispositions du Maroc à l'égard de la France.
Il quitte le commandement de son escadre, en février 1844, et vient s'établir à Paris, où il publie son travail sur l'organisation du personnel d'un vaisseau.
Nommé préfet maritime à Rochefort, le 28 août 1844, Casy est élevé au grade de Vice-amiral le 17 décembre 1845. Il quitte cette préfecture le 20 janvier 1848.
Après la révolution du 24 février 1848, il est nommé membre du Conseil d'Amirauté par le gouvernement provisoire, puis ministre de la Marine, puis représentant du peuple à l'Assemblée nationale.
Le département du Var le nomme de nouveau son représentant à l'Assemblée législative.